# Mannschaftsaufstellungen der Schacholympiade 1931
Die Tabellen nennen die Aufstellung der Mannschaften bei der Schacholympiade 1931 in Prag. Die 19 teilnehmenden Mannschaften spielten ein vollrundiges Turnier mit je einem Spiel gegen jede andere Mannschaft. Zu jedem Team gehörten vier Stamm- und maximal ein Ersatzspieler. Erstmals musste die gemeldete Brettreihenfolge eingehalten werden. Zu jeder Mannschaft sind die gewonnenen, unentschiedenen und verlorenen Wettkämpfe sowie die Punktzahlen genannt. Dann folgen zu jedem Spieler seine persönlichen Ergebnisse. Für die Platzierung der Mannschaften waren die Brettpunkte vorrangig.

## Mannschaften

### 1. USA
| Platz | Land                   | G  | R | V | Brettp. | Mannschaftsp. |
| ----- | ---------------------- | -- | - | - | ------- | ------------- |
| 1     | Vereinigte Staaten     | 12 | 3 | 3 | 48      | 27            |
| Brett | Spieler                | G  | R | V | Punkte  | Partien       |
| 1     | Isaac Kashdan          | 08 | 8 | 1 | 12      | 17            |
| 2     | Frank Marshall         | 07 | 6 | 3 | 10      | 16            |
| 3     | Arthur Dake            | 05 | 7 | 2 | 8,5     | 14            |
| 4     | Israel Albert Horowitz | 06 | 6 | 1 | 9       | 13            |
| R     | Herman Steiner         | 07 | 3 | 2 | 8,5     | 12            |

### 2. Polen
| Platz | Land                | G  | R | V | Brettp. | Mannschaftsp. |
| ----- | ------------------- | -- | - | - | ------- | ------------- |
| 2     | Polen               | 11 | 5 | 2 | 47      | 27            |
| Brett | Spieler             | G  | R | V | Punkte  | Partien       |
| 1     | Akiba Rubinstein    | 06 | 7 | 3 | 9,5     | 16            |
| 2     | Savielly Tartakower | 10 | 7 | 1 | 13,5    | 18            |
| 3     | Dawid Przepiórka    | 06 | 8 | 3 | 10      | 17            |
| 4     | Kazimierz Makarczyk | 05 | 6 | 1 | 8       | 12            |
| R     | Paulino Frydman     | 04 | 4 | 1 | 6       | 9             |

### 3. Tschechoslowakei
| Platz | Land             | G  | R | V | Brettp. | Mannschaftsp. |
| ----- | ---------------- | -- | - | - | ------- | ------------- |
| 3     | Tschechoslowakei | 13 | 1 | 4 | 46,5    | 27            |
| Brett | Spieler          | G  | R | V | Punkte  | Partien       |
| 1     | Salo Flohr       | 08 | 6 | 4 | 11      | 18            |
| 2     | Karl Gilg        | 02 | 6 | 3 | 5       | 11            |
| 3     | Josef Rejfíř     | 07 | 8 | 1 | 11      | 16            |
| 4     | Karel Opočenský  | 07 | 4 | 2 | 9       | 13            |
| R     | Karel Skalička   | 09 | 3 | 2 | 10,5    | 14            |

### 4. Jugoslawien
| Platz | Land           | G  | R | V | Brettp. | Mannschaftsp. |
| ----- | -------------- | -- | - | - | ------- | ------------- |
| 4     | Jugoslawien    | 12 | 2 | 4 | 46      | 26            |
| Brett | Spieler        | G  | R | V | Punkte  | Partien       |
| 1     | Milan Vidmar   | 05 | 7 | 4 | 8,5     | 16            |
| 2     | Lajos Asztalos | 07 | 6 | 3 | 10      | 16            |
| 3     | Boris Kostić   | 05 | 8 | 2 | 9       | 15            |
| 4     | Vasja Pirc     | 10 | 5 | 2 | 12,5    | 17            |
| R     | Imre König     | 05 | 2 | 1 | 6       | 8             |

### 5. Deutschland
| Platz | Land            | G  | R | V | Brettp. | Mannschaftsp. |
| ----- | --------------- | -- | - | - | ------- | ------------- |
| 5     | Deutschland     | 13 | 2 | 3 | 45,5    | 28            |
| Brett | Spieler         | G  | R | V | Punkte  | Partien       |
| 1     | Efim Bogoljubow | 09 | 7 | 1 | 12,5    | 17            |
| 2     | Carl Ahues      | 03 | 8 | 2 | 7       | 13            |
| 3     | Heinrich Wagner | 04 | 9 | 1 | 8,5     | 14            |
| 4     | Kurt Richter    | 07 | 7 | 1 | 10,5    | 15            |
| R     | Karl Helling    | 04 | 6 | 3 | 7       | 13            |

### 6. Lettland
| Platz | Land                | G  | R | V | Brettp. | Mannschaftsp. |
| ----- | ------------------- | -- | - | - | ------- | ------------- |
| 6     | Lettland            | 13 | 1 | 4 | 45,5    | 27            |
| Brett | Spieler             | G  | R | V | Punkte  | Partien       |
| 1     | Hermanis Matisons   | 03 | 8 | 3 | 7       | 14            |
| 2     | Fricis Apšenieks    | 08 | 5 | 3 | 10,5    | 16            |
| 3     | Vladimirs Petrovs   | 09 | 5 | 2 | 11,5    | 16            |
| 4     | Movsas Feigins      | 08 | 2 | 5 | 9       | 15            |
| R     | Volfgangs Hāzenfuss | 07 | 1 | 3 | 7,5     | 11            |

### 7. Schweden
| Platz | Land                     | G  | R | V | Brettp. | Mannschaftsp. |
| ----- | ------------------------ | -- | - | - | ------- | ------------- |
| 7     | Schweden                 | 09 | 7 | 2 | 45,5    | 25            |
| Brett | Spieler                  | G  | R | V | Punkte  | Partien       |
| 1     | Gideon Ståhlberg         | 07 | 9 | 2 | 11,5    | 18            |
| 2     | Gösta Stoltz             | 10 | 7 | 1 | 13,5    | 18            |
| 3     | Karl Berndtsson-Kullberg | 05 | 8 | 5 | 9       | 18            |
| 4     | Erik Lundin              | 08 | 7 | 3 | 11,5    | 18            |

### 8. Österreich
| Platz | Land             | G  | R  | V | Brettp. | Mannschaftsp. |
| ----- | ---------------- | -- | -- | - | ------- | ------------- |
| 8     | Österreich       | 13 | 01 | 4 | 45      | 27            |
| Brett | Spieler          | G  | R  | V | Punkte  | Partien       |
| 1     | Ernst Grünfeld   | 05 | 08 | 2 | 9       | 15            |
| 2     | Rudolf Spielmann | 05 | 10 | 1 | 10      | 16            |
| 3     | Hans Kmoch       | 04 | 10 | 1 | 9       | 15            |
| 4     | Albert Becker    | 10 | 01 | 3 | 10,5    | 14            |
| R     | Josef Lokvenc    | 05 | 03 | 4 | 6,5     | 12            |

### 9. England
| Platz | Land                     | G  | R  | V | Brettp. | Mannschaftsp. |
| ----- | ------------------------ | -- | -- | - | ------- | ------------- |
| 9     | England                  | 12 | 01 | 5 | 44      | 25            |
| Brett | Spieler                  | G  | R  | V | Punkte  | Partien       |
| 1     | Mir Sultan Khan          | 08 | 07 | 2 | 11,5    | 17            |
| 2     | Frederick Dewhurst Yates | 06 | 07 | 5 | 9,5     | 18            |
| 3     | George Alan Thomas       | 08 | 09 | 1 | 12,5    | 18            |
| 4     | William Winter           | 05 | 10 | 2 | 10      | 17            |
| R     | Victor Wahltuch          | 0  | 01 | 1 | 0,5     | 2             |

### 10. Ungarn
| Platz | Land          | G  | R | V | Brettp. | Mannschaftsp. |
| ----- | ------------- | -- | - | - | ------- | ------------- |
| 10    | Ungarn        | 09 | 1 | 8 | 39,5    | 19            |
| Brett | Spieler       | G  | R | V | Punkte  | Partien       |
| 1     | Endre Steiner | 05 | 3 | 7 | 6,5     | 15            |
| 2     | Lajos Steiner | 10 | 4 | 3 | 12      | 17            |
| 3     | Árpád Vajda   | 04 | 7 | 4 | 7,5     | 15            |
| 4     | Kornél Havasi | 07 | 3 | 4 | 8,5     | 14            |
| R     | Károly Sterk  | 04 | 2 | 5 | 5       | 11            |

### 11. Niederlande
| Platz | Land                   | G | R | V | Brettp. | Mannschaftsp. |
| ----- | ---------------------- | - | - | - | ------- | ------------- |
| 11    | Niederlande            | 6 | 3 | 9 | 35      | 15            |
| Brett | Spieler                | G | R | V | Punkte  | Partien       |
| 1     | Henri Weenink          | 2 | 6 | 9 | 5       | 17            |
| 2     | Daniël Noteboom        | 5 | 9 | 3 | 9,5     | 17            |
| 3     | Johannes van den Bosch | 9 | 3 | 5 | 10,5    | 17            |
| 4     | Johannes Addicks       | 8 | 4 | 4 | 10      | 16            |
| R     | Gerrit van Doesburgh   | 0 | 0 | 5 | 0       | 5             |

### 12. Schweiz
| Platz | Land            | G | R | V | Brettp. | Mannschaftsp. |
| ----- | --------------- | - | - | - | ------- | ------------- |
| 12    | Schweiz         | 7 | 2 | 9 | 34      | 16            |
| Brett | Spieler         | G | R | V | Punkte  | Partien       |
| 1     | Hans Johner     | 4 | 4 | 7 | 6       | 15            |
| 2     | Oskar Naegeli   | 4 | 3 | 8 | 5,5     | 15            |
| 3     | Otto Zimmermann | 6 | 4 | 4 | 8       | 14            |
| 4     | William Rivier  | 3 | 6 | 4 | 6       | 13            |
| R     | Walter Michel   | 5 | 7 | 3 | 8,5     | 15            |

### 13. Litauen
| Platz | Land                   | G | R | V  | Brettp. | Mannschaftsp. |
| ----- | ---------------------- | - | - | -- | ------- | ------------- |
| 13    | Litauen                | 5 | 2 | 11 | 30,5    | 12            |
| Brett | Spieler                | G | R | V  | Punkte  | Partien       |
| 1     | Vladas Mikėnas         | 7 | 6 | 05 | 10      | 18            |
| 2     | Matafia Šembergas      | 3 | 4 | 07 | 5       | 14            |
| 3     | Isakas Vistaneckis     | 2 | 4 | 08 | 4       | 14            |
| 4     | Leonardas Abramavičius | 3 | 1 | 07 | 3,5     | 11            |
| R     | Markas Luckis          | 5 | 6 | 04 | 8       | 15            |

### 14. Frankreich
| Platz | Land                   | G  | R | V  | Brettp. | Mannschaftsp. |
| ----- | ---------------------- | -- | - | -- | ------- | ------------- |
| 14    | Frankreich             | 04 | 3 | 11 | 29,5    | 11            |
| Brett | Spieler                | G  | R | V  | Punkte  | Partien       |
| 1     | Alexander Aljechin     | 10 | 7 | 01 | 13,5    | 18            |
| 2     | Aristide Gromer        | 03 | 4 | 09 | 5       | 16            |
| 3     | Victor Kahn            | 01 | 5 | 07 | 3,5     | 13            |
| 4     | Louis Betbeder Matibet | 02 | 6 | 08 | 5       | 16            |
| R     | Marcel Duchamp         | 01 | 3 | 05 | 2,5     | 9             |

### 15. Rumänien
| Platz | Land           | G | R | V  | Brettp. | Mannschaftsp. |
| ----- | -------------- | - | - | -- | ------- | ------------- |
| 15    | Rumänien       | 5 | 2 | 11 | 28      | 12            |
| Brett | Spieler        | G | R | V  | Punkte  | Partien       |
| 1     | Ştefan Erdélyi | 4 | 2 | 10 | 5       | 16            |
| 2     | János Balogh   | 3 | 5 | 07 | 5,5     | 15            |
| 3     | Abraham Baratz | 7 | 7 | 03 | 10,5    | 17            |
| 4     | Ion Gudju      | 3 | 2 | 08 | 4       | 13            |
| R     | Max Wechsler   | 2 | 2 | 07 | 3       | 11            |

### 16. Italien
| Platz | Land                       | G | R | V  | Brettp. | Mannschaftsp. |
| ----- | -------------------------- | - | - | -- | ------- | ------------- |
| 16    | Königreich Italien         | 3 | 1 | 14 | 24      | 7             |
| Brett | Spieler                    | G | R | V  | Punkte  | Partien       |
| 1     | Stefano Rosselli del Turco | 2 | 8 | 08 | 6       | 18            |
| 2     | Mario Monticelli           | 5 | 6 | 07 | 8       | 18            |
| 3     | Massimiliano Romi          | 5 | 3 | 10 | 6,5     | 18            |
| 4     | Ernesto Hellmann           | 2 | 3 | 13 | 3,5     | 18            |

### 17. Dänemark
| Platz | Land           | G | R | V  | Brettp. | Mannschaftsp. |
| ----- | -------------- | - | - | -- | ------- | ------------- |
| 17    | Dänemark       | 3 | 0 | 15 | 19,5    | 6             |
| Brett | Spieler        | G | R | V  | Punkte  | Partien       |
| 1     | Erik Andersen  | 4 | 4 | 08 | 6       | 16            |
| 2     | Axel Cruusberg | 1 | 3 | 11 | 2,5     | 15            |
| 3     | Karl Ruben     | 3 | 4 | 07 | 5       | 14            |
| 4     | Niels Lie      | 0 | 7 | 09 | 3,5     | 16            |
| R     | Øjvind Larsen  | 2 | 1 | 08 | 2,5     | 11            |

### 18. Norwegen
| Platz | Land                          | G | R | V  | Brettp. | Mannschaftsp. |
| ----- | ----------------------------- | - | - | -- | ------- | ------------- |
| 18    | Norwegen                      | 0 | 3 | 15 | 15,5    | 3             |
| Brett | Spieler                       | G | R | V  | Punkte  | Partien       |
| 1     | Hans Christian Christoffersen | 1 | 1 | 12 | 1,5     | 14            |
| 2     | Lars Hanssen                  | 2 | 3 | 11 | 3,5     | 16            |
| 3     | Trygve Halvorsen              | 3 | 7 | 05 | 6,5     | 15            |
| 4     | Carl Oscar Hovind             | 0 | 3 | 11 | 1,5     | 14            |
| R     | Andreas Gulbrandsen           | 2 | 1 | 10 | 2,5     | 13            |

### 19. Spanien
| Platz | Land                     | G | R | V  | Brettp. | Mannschaftsp. |
| ----- | ------------------------ | - | - | -- | ------- | ------------- |
| 19    | Spanien                  | 0 | 2 | 16 | 15,5    | 2             |
| Brett | Spieler                  | G | R | V  | Punkte  | Partien       |
| 1     | Manuel Golmayo Torriente | 3 | 7 | 05 | 6,5     | 15            |
| 2     | José Vilardebo Picurena  | 1 | 3 | 12 | 2,5     | 16            |
| 3     | Plácido Soler Bordas     | 1 | 4 | 11 | 3       | 16            |
| 4     | Valentí Marín            | 0 | 0 | 10 | 0       | 10            |
| R     | José Sanz Aguado         | 3 | 1 | 11 | 3,5     | 15            |